# Hochmagie
Hochmagie (französisch haute magie, englisch high magic) ist eine von Éliphas Lévi geprägte Bezeichnung für (im Sinn des 19. Jahrhunderts) moderne Ritualmagie, insbesondere in der von ihm praktizierten Form. Er verwendet den Begriff in diesem Sinn in seinem Hauptwerk Dogme et rituel de la haute magie (Paris 1854 u. 1856).
Im Englischen ist high magic weitgehend synonym zu moderner Ritual- bzw. Zeremonialmagie, also zum Beispiel der Zeremonialmagie des Golden Dawn oder der Magick Aleister Crowleys und seiner Nachfolger.
Gelegentlich dient der Begriff zur Bezeichnung einer von Gelehrten praktizierten intellektuellen Magie, insbesondere in der Renaissance etwa von Marsilio Ficino, Pico della Mirandola oder Agrippa von Nettesheim, in Abgrenzung gegenüber der zeitgenössischen Volksmagie oder der „Wunderbücher“ in der Tradition der Magia naturalis des Giambattista della Porta.